# أحمد بن عبد الرزاق الطنطراني
معين الدين أبو نصر أحمد بن عبد الرزاق الطَّنطَراني (؟ - 1092) شاعر عراقي من أهل القرن الحادي عشر الميلادي/ الخامس الهجري. ولد في بغداد. اتصل بنظام الملك وزير السلاجقة. وهو صاحب قصيدة يا خلي البال قد بلبلت بالبلبال بال/ بالنوى زلزلتني والعقل بالزلزال زال تعرف عمومًا بقصيدة الطَّنطَرانية في مدح نظام الملك. يعد من الشعراء العصر العباسى الثالث. 

## سيرته
ولد معين الدين أحمد بن عبد الرزاق الطَّنطَراني في سنة غير معلومة في بغداد ونشأ بها. كان أستاذ المدرسة النظامية ببغداد. اتصل بنظام الملك وهو صاحب قصيدة يا خلي البال قد بلبلت بالبلبال بال/ بالنوى زلزلتني والعقل بالزلزال زال في مدحه وله عليها شرح، ذكرها عبيد في تعليقاته. «وهي أغرب ما نظم الناظمون في تكلف السجع، ولزوم ما لا يلزم» وهي قصيدة ترصيعية مجنسة لم يجنس على منوالها وقد نسبت غلطا للرشيد الوطواط.منها نسخ خطية في أكثر مكاتب أوروبا وفي المكتبة الخديوية، وقد نشرت في بعض كتب الأدب.
توفي الطَّنطَراني حوالي سنة 485 هـ/ 1092 م في بغداد أو دمشق.